# Romunija
Romunija (romunsko România) je suverena država v jugovzhodni Evropi. Meji na Črno morje, Bolgarijo, Ukrajino, Madžarsko, Srbijo in Moldavijo. Meri 238.397 km2 in ima zmerno celinsko podnebje. Država s približno 20 milijoni prebivalcev je sedma (po izstopu Velike Britanije šesta) najštevilčnejša država članica Evropske unije. Glavno in največje mesto, Bukarešta, je šesto največje mesto v EU z 1.883.425 prebivalci leta 2011.
Reka Donava, druga najdaljša reka v Evropi, izvira v Nemčiji in teče v jugovzhodni smeri 2857 km skozi deset držav, preden se v Romuniji izlije v delto Donave. Karpati, ki prečkajo Romunijo od severa do jugozahoda, tudi moldavijski del, so dolgi 2444 m.
Sodobna Romunija je bila ustanovljena leta 1859 z združitvijo podonavskih kneževin Moldavije in Vlaške. Nova država, od leta 1866 uradno imenovana Romunija, se je osamosvojila izpod Osmanskega cesarstva leta 1877. Ob koncu prve svetovne vojne so se Transilvanija (Sedmograška), Bukovina in Besarabija združile s suvereno kraljevino Romunijo. Med drugo svetovno vojno je bila Romunija zaveznica nacistične Nemčije proti Sovjetski zvezi in se je do leta 1944 borila na strani Wehrmachta, nemških oboroženih sil. Ko jo je zasedla Rdeča armada, se je pridružila zavezniškim silam. Romunija je takrat izgubila več ozemelj, Severno Transilvanijo pa je ponovno dobila po vojni. Po vojni je Romunija postala socialistična republika in članica Varšavskega pakta. Po revoluciji leta 1989 je Romunija začela prehod v demokracijo in kapitalistično tržno gospodarstvo.
Romunija je država v razvoju in ena najrevnejših v Evropski uniji, uvrščena je na 50. mesto po indeksu človekovega razvoja, čeprav od leta 2017 njeno gospodarstvo narašča s predvideno letno stopnjo 5 %. Hitra gospodarska rast romunskega gospodarstva v zgodnjih 2000. je pretežno temeljila na storitvah, je proizvajalka in neto izvoznica strojev in električne energije ter vključuje podjetja, kot sta Automobile Dacia in OMV Petrom. Od leta 2004 je članica Nata in je del Evropske unije od leta 2007. Večina prebivalstva so vzhodni pravoslavni kristjani, manjši del, predvsem v Transilvaniji, pa so romunski uniati. Romuni govorijo romunščino, ki je romanski jezik. Kulturna zgodovina Romunije se ponaša z vplivnimi umetniki, glasbeniki, izumitelji in športniki.

## Etimologija
Beseda romania izhaja iz latinske besede romanus, kar pomeni 'državljan Rima'. Njeno prvo znano uporabo so v 16. stoletju potrdili italijanski humanisti, ki so potovali po Transilvaniji, Moldaviji in Vlaški.
Najstarejši ohranjen dokument, napisan v romunščini, je Neacșovo pismo iz Câmpulunga [18] iz leta 1521, v katerem je Vlaška omenjeno kot Țeara Rumânească (staro ime za 'Rumanska dežela', țeara iz latinske terra, 'dežela', trenutno črkovanje: Țara Românească).
Dve črkovalni obliki: român in rumân sta bili uporabljeni izmenično, dokler sociolingvistični razvoj v poznem 17. stoletju ni povzročil semantične razlike med oblikama: rumân je pomenil 'uslužbenec', medtem ko je român ohranil prvotni etnolingvistični pomen. Po ukinitvi tlačanstva leta 1746 se je beseda rumân postopoma umaknila iz uporabe in se je črkovanje ustalilo v obliki român. Tudor Vladimirescu, revolucionarni vodja zgodnjega 19. stoletja, je uporabil izraz Rumânia, ki se nanaša izključno na kneževino Vlaško.
Uporaba imena Romunija, ki se nanaša na skupno domovino vseh Romunov (njen sodobni pomen), je bila najprej dokumentirana v začetku 19. stoletja. Ime je uradno v uporabi od 11. decembra 1861.

### Uradna imena
- 1859–1862: Združeni kneževini Moldavija in Vlaška
- 1862–1866: Romunski združeni kneževini ali Romunija
- 1866–1881: Romunija
- 1881–1947: Kraljevina Romunija ali Romunija
- 1947–1965: Romunska ljudska republika (RLR) ali Romunija
- 1965–december 1989: Socialistična republika Romunija (SRR) ali Romunija
- december 1989–danes: Romunija

## Zgodovina

### Zgodnja obdobja
Človeški ostanki v Peštteri cu Oase ('Jama s kostmi') so radiokarbonsko datirani v obdobje pred približno 40.000 leti in pripadajo najstarejšemu znanemu homo sapiensu v Evropi. Območje neolitskega Cucutenija v severovzhodni Romuniji je bilo zahodno območje prve evropske civilizacije, znane kot tripoljska kultura. Najzgodnejši izdelki iz soli na svetu so na območju Poiana Slatinei v bližini vasi Lunca v Romuniji; sol je bila prvič uporabljena v zgodnjem neolitiku okoli 6050 pr. n. št. v kulturi Starčevo-Kőrös-Criș, kasneje pa tripoljski kulturi. Dokazi s tega in drugih območij kažejo, da so izločali sol iz izvirske vode s postopkom briketiranjaali stisnjenja.
Pred rimskim osvajanjem Dakije so bila ozemlja med reko Donavo in Dnestrom naseljena z različnimi tračanskimi ljudstvi, tudi z Dačani in Geti. Herodot v svojih Zgodbah opozarja na versko razliko med Geti in drugimi Tračani. Strabon meni, da Dačani in Geti govorijo isti jezik. Dio Cassius opozarja na kulturne podobnosti med ljudstvoma. Še vedno ni povsem jasno, ali so bili Dačani in Geti isto ljudstvo.
Rimski vdori pod cesarjem Trajanom med letoma 101 in 102 ter 105 in 106 n. št. so imeli za posledico, da je polovica dačanskega kraljestva postala pokrajina Rimskega imperija, imenovana Rimska Dakija. Rimska vladavina je trajala 165 let. V tem obdobju je bila pokrajina v celoti vključena v Rimski imperij, precejšen del prebivalstva pa so bili novi prebivalci iz drugih pokrajin. Rimski kolonisti so vpeljali latinščino. Po mnenju privržencev teorije kontinuitete je pospešena romanizacija rodila prvoten romunski jezik. Pokrajina je bila bogata z rudnimi bogastvi (zlasti zlato in srebro v mestih, kot je Alburnus Maior). Rimska vojska je zapustila Dakijo okoli leta 271. Ozemlje so kasneje napadla različna ljudstva. Rimljane so pregnali Goti, za njimi so prišli Huni, Gepidi, Avari in Slovani (6. stol.), pa Bolgari in Madžari (9. stol.), Pečenegi (okoli leta 900) in Kumani (11. stol.).
Burebista, Decebal in Trajan veljajo za romunske prednike v romunskem zgodovinopisju.

### Srednji vek
V srednjem veku so Romuni živeli v treh kneževinah: Vlaška (romunsko Țara Românească – 'Romunska dežela'), Moldavija (romunsko Moldova) in Transilvanija (Sedmograška). Obstoj neodvisnih romunskih vojaških vojvodstev v Transilvaniji že v 9. stoletju je omenjen v kroniki Gesta Hungarorum, vendar je do 11. stoletja Transilvanija postala pretežno avtonomni del Kraljevine Madžarske. V drugih delih se je razvilo veliko majhnih lokalnih držav z različno stopnjo neodvisnosti, toda samo pod Basarabom I. in moldavijskim Bogdanom I. sta se v 14. stoletju pojavili večji kneževini Vlaška in Moldavija, ki sta se bojevali proti osmanskemu cesarstvu.
Do leta 1541 sta bila celoten balkanski polotok in večina Madžarske osvojena in vključena v Osmansko cesarstvo. Nasprotno pa so Moldavija, Vlaška in Transilvanija, medtem ko so bile pod osmanskim suzerenstvom, ohranile delno ali polno notranjo avtonomijo do sredine 19. stoletja (Transilvanija do 1711). V tem obdobju so živeli številni pomembni vladarji: Štefan III., Vasile Lupu, Aleksander I. in Dimitrij Cantemir v Moldaviji, Vlad III. Drakula, Mircea I., Matej Basarab, Neagoe Basarab in Konstantin Brâncoveanu v Vlaški in Gábor Bethlen v kneževini Transilvaniji, pa tudi János Hunyadi in Matija Korvin v Transilvaniji, medtem ko je bila še vedno del Ogrske. Leta 1600 je vsem trem kneževinam sočasno vladal vlaški knez Mihael Hrabri (Mihai Viteazul), ki je bil kasneje predhodnik sodobne Romunije, nanj so se sklicevali nacionalisti, pa tudi pobudnik ene romunske države.

### Neodvisnost in monarhija
V času avstro-ogrske vladavine v Transilvaniji in osmanskega suzerenstva nad Vlaško in Moldavijo je večina Romunov dobila nekaj pravic na ozemlju, na katerem so postali večinsko prebivalstvo. Nacionalistične teme so postale glavne med vlaško vstajo leta 1821 in revolucijo leta 1848 v Vlaški in Moldaviji. Zastava, ki so jo revolucionarji sprejeli za Vlaško, je bila modro-rumeno-rdeča vodoravna trobojnica (z modro zgoraj v skladu s pomenom svoboda, pravica, bratstvo), medtem ko so romunski študenti v Parizu pozdravljali enako zastavo »kot simbol združitve Moldavcev in vlaških državljanov«. Prav taka zastava, tribarvna, a navpična, je bila pozneje uradno sprejeta kot zastava Romunije.
Po neuspešnih revolucijah leta 1848 niso vse velike sile podprle želje Romunov, da se uradno združijo v eni državi. Toda po krimski vojni so volivci v Moldaviji in Vlaški leta 1859 glasovali za istega voditelja Alexandra Ioana Cuza kot domnitorja ('vladajoči princ' v romunščini) in dve kneževini sta postali uradno Združeni kneževini pod suzerenstvom Osmanskega cesarstva. Po državnem udaru leta 1866 je bil Cuza izgnan in ga je zamenjal princ Karel I. iz rodbine Hohenzollern-Sigmaringen. V rusko-turški vojni med letoma 1877 in 1878 se je borila na ruski strani. Po njej so jo kot neodvisno državo priznali Osmansko cesarstvo in velike sile s pogodbo iz San Stefana in berlinsko pogodbo. Nova kraljevina Romunija je imela do leta 1914 obdobje stabilnosti in napredka, po drugi balkanski vojni je od Bolgarije dobila Južno Dobrudžo.

### Svetovni vojni in Velika Romunija
Romunija je ostala nevtralna v prvih dveh letih prve svetovne vojne. Po skrivni bukareški pogodbi leta 1916, v skladu s katero bi Romunija od Avstro-Ogrske pridobila ozemlja z večino romunskega prebivalstva, se je pridružila silam antante in vojno napovedala 27. avgusta 1916. Po začetnem napredku se je romunska vojaška akcija hitro spremenila v katastrofo za Romunijo, saj so centralne sile v nekaj mesecih zasedle dve tretjini države, preden so se ustavile leta 1917. Oktobrska revolucija in ruski umik iz vojne sta zapustila Romunijo samo in obkoljeno. Romunija je bila zasedena in maja 1918 je bila podpisana ostra mirovna pogodba. Novembra je Romunija ponovno sprožila spopad. Vojaške in civilne izgube od leta 1916 do leta 1918 v okviru sodobnih meja so ocenjene na 748.000. Po vojni je Bukovina s  senžermensko mirovno pogodbo pripadla Romuniji, prav tako Banat in Transilvanija, ki sta bili prej na Madžarskem, leta 1920 s trianonsko pogodbo ter Besarabija, prej v Rusiji, s pariško pogodbo leta 1920. Vse cesije centralnih sil v premirju in pogodbah so bile razveljavljene in opuščene.
Naslednje medvojno obdobje se imenuje Velika Romunija, saj je država takrat dosegla največji teritorialni obseg (skoraj 300.000 km²). Uporaba korenitih kmetijskih reform in sprejetje nove ustave sta ustvarila demokratični okvir in omogočila hitro gospodarsko rast. Leta 1937 s proizvodnjo 7,2 milijona ton nafte je bila Romunija na drugem mestu v Evropi in na sedmem mestu v svetu. Bila je drugi največji evropski proizvajalec hrane. Zgodnja trideseta leta 20. stoletja so zaznamovali socialni nemiri, visoka brezposelnost in stavke, saj je bilo v desetletju zamenjanih več kot 25 vlad. V zadnjih nekaj letih pred drugo svetovno vojno so bile demokratične stranke stisnjene med fašistično in šovinistično železno stražo in avtoritarne težnje kralja Karla II.
V drugi svetovni vojni je Romunija ponovno poskusila ostati nevtralna, vendar je 28. junija 1940 prejela sovjetski ultimat z neposredno grožnjo vdora ob morebitnem nesodelovanju. Tuje sile so ponovno vzpostavile močan pritisk na Romunijo s paktom Molotov-Ribbentrop proti neagresivnosti 23. avgusta 1939. Romunska vlada in vojska sta se bili prisiljeni umakniti iz Besarabije in severne Bukovine, da bi se izognili vojni s Sovjetsko zvezo. Kralj je moral odstopiti in general Ion Antonescu je bil imenovan za novega predsednika vlade s polno močjo za vladanje države po kraljevem odloku. Romunija je bila pozvana, naj se pridruži vojaški akciji sil osi. Kasneje je bila južna Dobrudža dana Bolgariji, medtem ko je Madžarska dobila severno Transilvanijo zaradi arbitraže s pooblastili osi.
Antonescov fašistični režim je imel glavno vlogo pri holokavstu v Romuniji, saj je posnemal nacistično politiko zatiranja in genocida Judov in Romov predvsem na vzhodnih ozemljih, ki so jih ponovno naselili Romuni iz Sovjetske zveze. Med vojno je bilo v Romuniji (skupaj z Besarabijo, Bukovino in guvernatom Transnistrija) ubitih med 280.000 in 380.000 Judov in vsaj 11.000 Romov. Avgusta 1944 je bil državni udar, ki ga je vodil kralj Mihael, zrušil je Iona Antonesca in njegov režim. Antonescu je bil obsojen za vojne zločine in bil usmrčen 1. junija 1946. 9. oktober je dan državnosti, ko se v Romuniji spominjajo holokavsta.
Med Antonescovim fašističnim režimom je bil romunski prispevek k operaciji Barbarossa ogromen, z romunsko vojsko več kot 1,2 milijona moških poleti 1941, ki se je borila le še z nacistično Nemčijo. Romunija je bila glavni vir nafte za tretji rajh in je tako postala tarča močnega bombnega napada zaveznic. Naraščajoče nezadovoljstvo med prebivalstvom je konec avgusta 1944 doseglo vrhunec z državnim udarom kralja Mihaela, država pa je spremenila strani in se pridružila zaveznikom. Ocenjuje se, da je državni udar skrajšal vojno za kar šest mesecev. Čeprav je romunska vojska po spremembi strani imela 170.000 žrtev, vloga Romunije pri porazu nacistične Nemčije ni bila priznana na pariški mirovni konferenci leta 1947, ker si je Sovjetska zveza prilastila Besarabijo in druga ozemlja, ki približno ustrezajo današnji Republiki Moldaviji, Bolgarija je obdržala južno Dobrudžo, Madžarska Romuniji ni vrnila severne Transilvanije.

### Komunizem
Med sovjetsko zasedbo Romunije je vladajoča komunistična vlada pozvala k novim volitvam leta 1946, ki so bile goljufive, z izmišljeno 70-odstotno večino glasov. Tako so se hitro uveljavili kot prevladujoča politična sila. Gheorghe Gheorghiu-Dej, vodja komunistične partije, zaprt leta 1933, je leta 1944 pobegnil in postal prvi komunistični vodja Romunije. Leta 1947 so on in drugi prisilili kralja Mihaela I., da je odstopil in zapustil državo ter razglasili so ljudsko republiko. Romunija je ostala pod neposredno vojaško zasedbo in gospodarskim nadzorom ZSSR do konca petdesetih let dvajsetega stoletja. V tem obdobju so mešane sovjetsko-romunske družbe (SovRoms) stalno izkoriščale velike naravne vire Romunije.
Leta 1948 je država začela nacionalizirati zasebna podjetja in kolektivizirati kmetijstvo. Do začetka šestdesetih let je vlada močno omejila politične svoboščine in s pomočjo Securitate (romunske tajne policije) močno zatrla vsa nesoglasja. V tem obdobju je režim začel več akcij, v katerih so bili številni »sovražniki države« in »parazitski elementi« kaznovani z izgonom, notranjim izgonom in interniranjem v prisilna delovna taborišča in zapore, včasih dosmrtno, pa tudi zunajsodnim ubijanjem. Kljub temu je bil protikomunistični odpor eden najdolgoročnejših v vzhodnem bloku. Komisija iz leta 2006 je ocenila, da je bilo neposrednih žrtev komunističnega zatiranja dva milijona ljudi.
Leta 1965 je zavladal Nicolae Ceaușescu in začel voditi zunanjo politiko neodvisno od Sovjetske zveze. Tako je bila komunistična Romunija edina država Varšavskega pakta, ki je zavrnila sodelovanje pri sovjetskem vdoru na Češkoslovaško leta 1968 (Ceaușescu je celo javno obsodil akcijo kot »veliko napako [in] resno nevarnost za mir v Evropi in usodo komunizma v svetu«); bila je tudi edina komunistična država, ki je ohranila diplomatske odnose z Izraelom po šestdnevni vojni leta 1967 in vzpostavila diplomatske odnose z Zahodno Nemčijo istega leta. Hkrati so tesne vezi z arabskimi državami (in Palestinsko osvobodilno organizacijo omogočile, da je imela Romunija ključno vlogo pri mirovnih pogovorih Izraela in Egipta ter Izraela in Palestinske osvobodilne organizacije.
Ker se je zunanji dolg Romunije med letoma 1977 in 1981 močno povečal (s 3 na 10 milijard ameriških dolarjev), je zrastel tudi vpliv mednarodnih finančnih organizacij (kot sta IMF in Svetovna banka), ki so postopoma začele nasprotovati avtokratski vladi Ceaușesca. Sčasoma je ta začel politiko popolnega vračila zunanjega dolga z uvedbo varčevalnih ukrepov, ki so osiromašili prebivalstvo in izčrpali gospodarstvo. Do leta 1989 mu uspelo vrniti vse tuje državne dolgove. Hkrati je močno razširil pristojnost tajne policije Securitate in uvedel kult osebnosti, kar je dolgoročno povzročilo zmanjšanje priljubljenosti diktatorja in doseglo dramatični vrhunec z njegovim strmoglavljenjem in usmrtitvijo skupaj z ženo v nasilni romunski revoluciji decembra 1989, v kateri so bili ubiti ali ranjeni tisoči. Obtožbe, zaradi katerih sta bila usmrčena, so med drugim navajale genocid zaradi lakote.

### Sodobno obdobje
Po revoluciji leta 1989 je Nacionalna fronta rešitve (NSF), ki jo je vodil Ion Iliescu, uvedla delne večstrankarske demokratične in sprostila trg. Aprila 1990 je izbruhnil upor (Golaniada), ki je izpodbijal izide parlamentarnih volitev in obtožil, da NSF skupaj z Iliescom sestavljajo nekdanji komunisti in člani Securitate. Mirne demonstracije so se razvile v nasilje, posredovali so rudarji, ki jih je poklical Iliescu. Ta dogodek so lokalni in tuji mediji dokumentirali in se ga v Romuniji spominjajo kot Mineriada junija 1990. 
Kasnejši razpad fronte je prinesel več političnih strank, med njimi predvsem socialdemokratsko in demokratično stranko. Prva je vladala Romuniji od leta 1990 do leta 1996 z več koalicijami in vladami s predsednikom države Ionom Iliescom. Od takrat je bilo kar nekaj drugih demokratičnih sprememb vlade: leta 1996 je bil izvoljen Emil Constantinescu, leta 2000 pa se je Iliescu vrnil na oblast, medtem ko je bil leta 2004 izvoljen Traian Băsescu in ponovno izvoljen leta 2009.
Novembra 2014 je bil župan mesta Sibiu Klaus Iohannis izvoljen za predsednika, saj je nepričakovano premagal premierja Victorja Ponta, ki je vodil na javnomnenjskih raziskavah. To presenečenje pripisujejo številni romunski diaspori, od katerih je skoraj 50 odstotkov glasovalo za Iohannisa v primerjavi s 16 odstotki za Ponto. 
Obdobje po letu 1989 je značilno tudi zaradi tega, ker je bila večina nekdanjih industrijskih in gospodarskih podjetij, ki so bila zgrajena in so delovala v komunizmu, zaprta zaradi privatizacije po letu 1989. Po mnenju Valentina Mândrășesca, urednika romunskega glasila Glas Rusije, je bila državna naftna družba Petrom prodana tujcem po zelo nizki ceni. Poleg tega so nasprotniki kritizirali druge pomembne privatizacije, na primer romunske banke (Banca Comercială a României), ki so škodovale romunskemu prebivalstvu.
Kritizirane so bile tudi vlade po letu 1989, ker so tujcem dovolile izkoriščanje mineralnih, redkih kovin in zlatih rezerv v Roșii Montani, ker so ameriškemu večnacionalnemu energetskemu velikanu Chevronu dovolile, da so za plin iz skrilavca uporabili hidravlično drobljenje ter onesnažili velike podzemne zaloge sladke vode na prizadetih območjih. Oba ta ukrepa sta povzročila nasprotovanje prebivalstva v obdobju od 2012 do 2014. Novembra 2015 je romunski premier Victor Ponta odstopil.

### Članica NATA in EU
Po koncu hladne vojne je Romunija razvila tesnejše vezi z Zahodno Evropo in Združenimi državami, sčasoma se je leta 2004 pridružila Natu in gostila vrh leta 2008 v Bukarešti.
Država je junija 1993 zaprosila za članstvo v Evropski uniji in leta 1995 postala pridružena članica EU, država pristopnica leta 2004 in polnopravna članica 1. januarja 2007. 
V obdobju po letu 2000 je Romunija uživala eno najvišjih stopenj gospodarske rasti v Evropi in je bila včasih omenjena kot »tiger vzhodne Evrope«. To je spremljalo pomembno izboljšanje življenjskega standarda, saj je država uspešno zmanjšala notranjo revščino in vzpostavila demokratično državo. Vendar pa je razvoj Romunije v obdobju recesije iz poznih 2000-ih doživel veliko nazadovanje, kar je povzročilo veliko krčenje bruto domačega proizvoda in proračunski primanjkljaj v letu 2009. To je privedlo do zadolževanja Romunije pri Mednarodnem denarnem skladu. Poslabšanje gospodarskih razmer je povzročilo nemire in leta 2012 sprožilo politično krizo.
Romunija ima še vedno težave v zvezi z infrastrukturo, zdravstveno službo, izobraževanjem in korupcijo. Konec leta 2013 je The Economist poročal, da Romunija spet uživa gospodarsko rast, pri čemer se plače hitro povečujejo in niža brezposelnost. Gospodarska rast se je med liberalizacijo vlade pospešila pri odpiranju novih sektorjev konkurenci in naložbam, predvsem v energetiki in telekomunikacijah. Leta 2016 je kazalnik človeškega razvoja Romunijo označil kot narod z zelo visokim človeškim razvojem.
Po izkušnjah gospodarske nestabilnosti v devetdesetih letih in izvajanju sporazuma o prostem gibanju oseb v EU se je veliko Romunov izselilo v zahodno Evropo in Severno Ameriko, zlasti v Italijo in Španijo. Ocenjuje se, da je romunska diaspora leta 2008 presegla dva milijona ljudi. Ciklična narava svetovnega gospodarstva in gospodarske razlike med Romunijo in naprednimi evropskimi gospodarstvi so spodbudile nadaljnje izseljevanje iz države. Izseljevanje je v Romuniji povzročilo družbene spremembe, starši so odhajali v zahodno Evropo, da bi se izognili revščini in zagotovili boljše življenjske razmere za svoje otroke, ki so jih zapustili. Veliko otrok živi samih, pri starih starših ali sorodnikih, imenujejo jih evrosirote. 

## Geografija
S površino 238.391 kvadratnih kilometrov je Romunija največja država v jugovzhodni Evropi in dvanajsta največja v Evropi. Leži med zemljepisno širino 43° in 49° proti severu ter dolžino 20° in 30° proti vzhodu.
Teren je približno enakomerno porazdeljen med gore, hribe in ravnine.
Karpati prevladujejo v središču Romunije s 14 gorskimi območji, ki dosegajo nad 2000 m nadmorske višine, najvišji pa je vrh Moldoveanu z 2444 m. Obkrožajo jih moldavske in transilvanske planote ter Panonska nižina in Vlaško nižavje.
Okoli 47 % območja je pokrito z naravnimi in polnaravnimi ekosistemi. V Romuniji je skoraj 10.000 km² (približno 5 % celotne površine), ki jih pokriva 13 narodnih parkov in trije biosferni rezervati.
Reka Donava sestavlja velik del meje s Srbijo in Bolgarijo ter se steka v Črno morje, kjer sestavlja delto Donave, ki je druga največja in najbolje ohranjena delta v Evropi, pa tudi biosferni rezervat in je na seznamu svetovne dediščine zaradi biotske raznovrstnosti. Na 5800 km² delte Donave je največje neprekinjeno močvirje v Evropi s 1688 različnimi rastlinskimi vrstami.
Romunija ima eno največjih območij neprekinjenega gozda v Evropi, ki pokriva skoraj 27 % ozemlja. V državi je bilo ugotovljenih približno 3700 rastlinskih vrst, od katerih je do danes na seznamu 23 naravnih spomenikov, 74 izginulih, 39 ogroženih, 171 ranljivih in 1253 redkih. 
Živalstvo sestavlja 33.792 živalskih vrst, 33.085 nevretenčarjev in 707 vretenčarjev, s skoraj 400 edinstvenimi vrstami sesalcev, ptic, plazilcev in dvoživk, vključno z okoli 50 % evropskih (razen ruskih) rjavih medvedov in 20 % volkov. 

### Podnebje
Zaradi svoje oddaljenosti od odprtega morja in položaja na jugovzhodnem delu evropske celine ima Romunija zmerno in celinsko podnebje s štirimi različnimi letnimi časi. Povprečna letna temperatura na jugu je 11 °C in na severu je 8 °C. Poleti se povprečne najvišje temperature v Bukarešti dvignejo na 28 °C, temperature na 35 °C pa so precej pogoste v nižjih ležečih predelih države. Pozimi je povprečna najvišja temperatura pod 2 °C. Padavine so povprečne, z več kot 750 mm letno le na najvišjih zahodnih gorah, medtem ko okoli Bukarešte pade približno 600 mm. Obstaja nekaj regionalnih razlik: v zahodnih delih, kot je Banat, je podnebje blažje in ima nekaj sredozemskih vplivov, v vzhodnem delu države je izrazitejše celinsko podnebje. Črno morje tudi v Dobrudži vpliva na podnebje v regiji.

### Upravna delitev
Romunija je upravno razdeljena na 41 okrožij (romunsko județe), glavno mesto Bukarešta pa ima poseben status. To so:
Alba, Arad, Argeș, Bacău, Bihor, Bistrița-Năsăud, Botoșani, Brașov, Brăila, Buzău, Caraș-Severin, Călărași, Cluj, Konstanca (Constanța), Covasna, Dâmbovița, Dolj, Galați, Giurgiu, Gorj, Harghita, Hunedoara, Ialomița, Iași, Ilfov, Maramureș, Mehedinți, Mureș, Neamț, Olt, Prahova, Satu Mare, Sălaj, Sibiu, Suceava, Teleorman, Timiș, Tulcea, Vaslui, Vâlcea in Vrancea.
Vsako okrožje upravlja okrajni svet, odgovoren za lokalne zadeve, pa tudi prefekt, odgovoren za vodenje državnih zadev na ravni okrožja. Prefekta imenuje centralna vlada, vendar ne more biti član nobene politične stranke. Vsako okrožje se nadalje deli na mesta in občine, ki imajo svojega župana in lokalni svet. V Romuniji je skupno 319 mest in 2686 občin. 103 večja mesta imajo tudi status občine, kar jim daje večjo upravno moč nad lokalnimi zadevami. Občina Bukarešta je poseben primer, saj uživa status, ki ustreza statusu okrožja?. Nadalje je razdeljena na šest okrožij/četrti? in ima prefekta, generalnega župana (primar) in generalni mestni svet.

## Demografija
Po popisu leta 2011 je v Romuniji živelo 20.121.641 prebivalcev, od tega 88,9 % Romunov. Največji etnični manjšini sta Madžari s 6,1 % in Romi s 3,0 %. Madžari so večina v okrožjih Harghita in Covasna. Druge manjšine so Ukrajinci, Nemci, Turki, Lipovani, Aromuni, Tatari in Srbi. Leta 1930 je bilo v Romuniji 745 421 Nemcev, vendar jih je danes le okoli 36 000. Od leta 2009 je bilo v Romuniji približno 133 000 priseljencev, predvsem iz Moldavije in Kitajske.
Število Romunov in posameznikov s predniki, rojenimi v Romuniji, ki živijo v tujini, je ocenjen na približno 12 milijonov. Po romunski revoluciji leta 1989 se je veliko Romunov izselilo v druge evropske države, Severno Ameriko ali Avstralijo.

### Jeziki
Uradni jezik je romunščina, ki je vzhodnoromanski jezik. Narečja so meglenitoromanščina, aromunščina, dakoromunščina, kamor spada tudi istrska romunščina. Ima veliko značilnosti drugih romanskih jezikov. V skladu z ustavo lokalni sveti zagotavljajo jezikovne pravice vsem manjšinam. Kraji z manjšinami, večjimi kot 20 %, lahko uporabljajo jezik manjšine v javni upravi, pravosodnem sistemu in izobraževanju. Tuji državljani in osebe brez državljanstva, ki živijo v Romuniji, imajo dostop do pravic in izobraževanja v svojem jeziku. Angleščina in francoščina sta glavna tuja jezika, ki ju poučujejo v šolah. 

### Religija
Romunija je sekularna država in nima državne vere. Velika večina prebivalstva je kristjanov. Po popisu leta 2011 se je 81,0 % anketirancev opredelilo za pravoslavne kristjane, ki pripadajo romunski pravoslavni cerkvi. Druge religije so protestantizem (6,2 %), katoličanstvo (4,3 %) in grško katoličanstvo (0,8 %? sumljiv podatek ali pa sta zadnji dve kategoriji zamenjani). Od preostalega prebivalstva je 195.569 pripadnikov drugih krščanskih veroizpovedi ali drugih religij, ki vključuje 64.337 muslimanov (večinoma turške in tatarske narodnosti) in 3.519 Judov. 39.660 ljudi ne veruje, so ateisti, medtem ko vera drugih ni znana.
Romunska pravoslavna cerkev je samostojna vzhodna pravoslavna cerkev v polnem občestvu z drugimi pravoslavnimi cerkvami, s svojim patriarhom kot voditeljem. To je druga največja pravoslavna cerkev na svetu in v primerjavi z drugimi pravoslavnimi cerkvami deluje v okviru latinske kulture in uporablja romanski liturgični jezik. Njena kanonična pristojnost zajema ozemlja Romunije in Moldavije s škofijami za Romune, ki živijo v bližnji Srbiji in na Madžarskem, pa tudi za skupnosti iz diaspore v srednji in zahodni Evropi, Severni Ameriki in Oceaniji.
Pomembna je tudi Romunska grkokatoliška cerkev, ki ima svoje središče v Transilvaniji oz. sedež glavnega nadškofa v mestu Blaj (metropolit Fagarasa in Albe Iulie) z več milijoni vernikov, zlasti v pokrajinah, ki so nekdaj bile del Avstrije oz. Ogrske, to je severno in zahodno od Karpatov.

### Urbanizacija
Čeprav je leta 2011 živelo 54,0 % prebivalstva na urbanih območjih, se odstotek od leta 1996 zmanjšuje. Območja z večmestnim prebivalstvom so Hunedoara, Brașov in Constanța, manj kot tretjina pa Dâmbovița (30,06 %) ter Giurgiu in Teleorman. Bukarešta je glavno mesto in največje mesto v Romuniji, leta  2011 je imela več kot 1,8 milijona prebivalcev, metropolitansko območje pa skoraj 2,2 milijona prebivalcev. Naslednjih 19 mest ima več kot 100.000 prebivalcev, od katerih je več kot 300.000 prebivalcev v Cluj-Napoci in Temišvarju, z več kot 250.000 prebivalci v Iașiju, Constanți, Craiovi in Brașovu ter Galațiju in Ploieștiju z več kot 200.000 prebivalci. Metropolitanska območja so bila ustanovljena za večino teh mest.
| Največja mesta države Romunije stanje 2011 | Največja mesta države Romunije stanje 2011 | Največja mesta države Romunije stanje 2011 | Največja mesta države Romunije stanje 2011 | Največja mesta države Romunije stanje 2011 | Največja mesta države Romunije stanje 2011 | Največja mesta države Romunije stanje 2011 | Največja mesta države Romunije stanje 2011 | Največja mesta države Romunije stanje 2011 | Največja mesta države Romunije stanje 2011 |
|                                            | Rang                                       |                                            | okrožje                                    | Preb.                                      | Rang                                       |                                            | okrožje                                    | Preb.                                      |                                            |
| ------------------------------------------ | ------------------------------------------ | ------------------------------------------ | ------------------------------------------ | ------------------------------------------ | ------------------------------------------ | ------------------------------------------ | ------------------------------------------ | ------------------------------------------ | ------------------------------------------ |
| Bukarešta Cluj-Napoca                      | 1                                          | Bukarešta                                  | Bukarešta                                  | 1.883.425                                  | 11                                         | Brăila                                     | Brăila                                     | 180.302                                    | Temišvar Iași                              |
| Bukarešta Cluj-Napoca                      | 2                                          | Cluj-Napoca                                | Cluj                                       | 324.576                                    | 12                                         | Arad                                       | Arad                                       | 159.704                                    | Temišvar Iași                              |
| Bukarešta Cluj-Napoca                      | 3                                          | Temišvar                                   | Timiș                                      | 319.279                                    | 13                                         | Pitești                                    | Argeș                                      | 155.383                                    | Temišvar Iași                              |
| Bukarešta Cluj-Napoca                      | 4                                          | Iași                                       | Iași                                       | 290.422                                    | 14                                         | Sibiu                                      | Sibiu                                      | 147.245                                    | Temišvar Iași                              |
| Bukarešta Cluj-Napoca                      | 5                                          | Constanța                                  | Constanța                                  | 283.872                                    | 15                                         | Bacău                                      | Bacău                                      | 144.307                                    | Temišvar Iași                              |
| Bukarešta Cluj-Napoca                      | 6                                          | Craiova                                    | Dolj                                       | 269.506                                    | 16                                         | Târgu Mureș                                | Mureș                                      | 134.290                                    | Temišvar Iași                              |
| Bukarešta Cluj-Napoca                      | 7                                          | Brașov                                     | Brașov                                     | 253.200                                    | 17                                         | Baia Mare                                  | Maramureș                                  | 123.738                                    | Temišvar Iași                              |
| Bukarešta Cluj-Napoca                      | 8                                          | Galați                                     | Galați                                     | 249.342                                    | 18                                         | Buzău                                      | Buzău                                      | 115.494                                    | Temišvar Iași                              |
| Bukarešta Cluj-Napoca                      | 9                                          | Ploiești                                   | Prahova                                    | 209.945                                    | 19                                         | Botoșani                                   | Botoșani                                   | 106.847                                    | Temišvar Iași                              |
| Bukarešta Cluj-Napoca                      | 10                                         | Oradea                                     | Bihor                                      | 196.367                                    | 20                                         | Satu Mare                                  | Satu Mare                                  | 102.441                                    | Temišvar Iași                              |

## Gospodarstvo
Romunija je imela leta 2016 BDP v višini okoli 441,601 milijarde USD in BDP na prebivalca v višini 22.348 USD. Po mnenju Svetovne banke je Romunija država z zgornjim srednjim dohodkom. Po navedbah Eurostata je bil BDP na prebivalca v Romuniji 59 % povprečja EU leta 2016, kar pomeni povečanje v primerjavi z 41 % leta 2007 (leto pristopa Romunije k EU), zaradi česar je Romunija eno najhitreje rastočih gospodarstev v EU. 
Po letu 1989 je država doživela desetletje gospodarske nestabilnosti in upadanja zaradi delno zastarele industrijske osnove in pomanjkanja strukturnih reform. Od leta 2000 pa se je romunsko gospodarstvo preoblikovalo v sorazmerno makroekonomsko stabilno, za katero so značilne visoka rast, nizka brezposelnost in upadanje inflacije. Leta 2006 je po podatkih romunskega statističnega urada realna rast BDP znašala 7,7 %, kar je ena najvišjih stopenj v Evropi. Recesija po svetovni finančni krizi 2008–2009 je prisilila državo, da je najela posojila zunaj, vključno pri MDS v višini 20 milijard evrov. BDP od tedaj vsako leto narašča za več kot 2 %. Po podatkih Svetovne banke se je pariteta kupne moči BDP na prebivalca povečala s 13.442 USD leta 2007 na približno 22.124 USD leta 2015. Romunija ima še vedno eno najnižjih povprečnih mesečnih plač v EU v višini 540 EUR leta 2016 in inflacijo v višini –1,1 % leta 2016. Brezposelnost v Romuniji je bila leta 2017 5,4 %, kar je v primerjavi z drugimi državami EU zelo nizka.
Med največjimi lokalnimi podjetji so proizvajalci avtomobilov dacia, Petrom, Rompetrol, Ford Romunija, Electrica, Romgaz, RCS in RDS ter Banca Transilvania. Glavni izvoz Romunije so avtomobili, programska oprema, oblačila in tekstil, industrijski stroji, električna in elektronska oprema, metalurški izdelki, surovine, farmacevtski izdelki, kemikalije in kmetijski izdelki (sadje, zelenjave in cvetje). Trgovina je večinoma osredotočena na države članice Evropske unije, saj sta Nemčija in Italija največji trgovinski partnerici.
Gospodarstvo v glavnem temelji na storitvah, ki predstavljajo 51 % BDP, čeprav imata industrija in kmetijstvo precejšnje prispevke, kar je 36 % oziroma 13 % BDP. Poleg tega je bilo v letu 2006 v kmetijstvu in primarni proizvodnji zaposlenih 30 % romunskega prebivalstva, kar je ena najvišjih stopenj v Evropi. 
Od leta 2000 je Romunija privabila vse večje tuje naložbe, ki so bile leta 2006 ocenjene na 8,3 milijarde EUR. 
Od leta 1867 je uradna valuta romunski lej, po apoenu leta 2005 pa je bila ocenjena na 0,2-0,3 evra. Po vstopu v EU leta 2007 naj bi Romunija prevzela evro okoli leta 2020. 
1. julija 2015 je bil zunanji dolg Romunije 90,59 milijarde evrov.

### Infrastruktura
V skladu z INSSE je bilo celotnega cestnega omrežja v Romuniji leta 2015  86.080 kilometrov. Po podatkih Svetovne banke je 22.298 kilometrov železniških prog, četrta največja železniška mreža v Evropi. Po letu 1989 se je železniški promet močno zmanjšal in leta 2004 je bilo 99 milijonov potniških potovanj; vendar je zaradi izboljšav infrastrukture in delne privatizacije prog doživela (2013) oživitev, kar je 45 % vseh potniških in tovornih tokov v državi. Bukareški metro, edini podzemni železniški sistem, je bil odprt leta 1979 in po dolžini meri 61,41 km s povprečno 600.000 prevoženimi potniki v letu 2007 med delovnim tednom. Danes je 16 mednarodnih komercialnih letališč, od katerih je pet za širokotrupna letala (Henri Coandă, Aurel Vlaicu, Temišvar, Constanta in Sibiu). Več kot 9,2 milijona potnikov je leta 2015 letelo z mednarodnega letališča Henrija Coande v Bukarešti. 
Junija 2014 je bilo skoraj 18,3 milijona povezav z internetom. Po navedbah Bloomberga je leta 2013 Romunija dosegla 5. mesto na svetu, po mnenju Independenta pa se uvršča na prvo mesto v Evropi po internetni hitrosti, pri čemer je Temišvar uvrščen najvišje na svetu.

### Turizem
Turizem pomembno prispeva k romunskemu gospodarstvu, ki ustvarja okoli 5 % BDP. Število turistov se nenehno povečuje, tako da je v letu 2016 doseglo 9,33 milijona tujih turistov. Turizem v Romuniji je leta 2005 pritegnil 400 milijonov evrov naložb.
Več kot 60 % tujih obiskovalcev v letu 2007 je bilo iz drugih držav EU. Priljubljene poletne zanimivosti Mamaie in drugih krajev okoli Črnega morja so leta 2009 privabile 1,3 milijona turistov. Najbolj priljubljena smučišča so v dolini Prahovei in Poiani Brașov. Gradovi v transilvanskih mestih, kot so Sibiu, Brașov in Sighișoara, pritegnejo veliko turistov. Grad Bran v bližini Brașova je ena izmed najbolj znanih znamenitosti v Romuniji, ki vsako leto privabi tisoče turistov, saj se pogosto oglašuje kot Drakulov grad.
Podeželski turizem, ki se osredotoča na folkloro in običaje, je postal pomembna možnost in je namenjen uveljavljanju krajev, kot so Bran in Drakulov grad, obarvane cerkve severne Moldavije in lesene cerkve Maramuresa. Druge znamenitosti so delta Donave in skupina kipov Constantina Brâncușija v mestu Târgu Jiu.
Leta 2014 je imela Romunija 32.500 hotelov in gostiln s skupnim prometom v višini 2,6 milijarde evrov. Leta 2014 je Romunijo obiskalo več kot 1,9 milijona tujih turistov, kar je za 12 % več kot leta 2013. Po podatkih Državnega statističnega urada jih je približno 77 % iz Evrope (zlasti iz Nemčije, Italije in Francije), 12 % iz Azije in manj kot 7 % iz Severne Amerike.

## Kultura

### Umetnost in spomeniki
O izvoru Romunov se je začelo razpravljati ob koncu 18. stoletja med učitelji iz Transilvanije. V 19. stoletju je bilo več pisateljev, med njimi George Coșbuc, Ioan Slavici, Mihail Kogalniceanu, Vasile Alecsandri, Nicolae Bălcescu, Ion Luca Caragiale, Ion Creangă in Mihai Eminescu, ki je bil največji in najvplivnejši romunski pesnik, zaslovel je s s pesnitvijo Luceafărul. V 20. stoletju so bili romunski umetniki mednarodno priznani, med njimi Tristan Tzara, Marcel Janco, Mircea Eliade, Nicolae Grigorescu, Marin Preda, Liviu Rebreanu, Eugène Ionesco, Emil Cioran in Constantin Brâncuși. Slednji ima skupino kipov v mestu Târgu Jiu, medtem ko je bil njegov kip Ptica v vesolju na dražbi leta 2005 prodan za 27,5 milijona dolarjev. V Romuniji rojen Elie Wiesel, ki je preživel holokavst, je leta 1986 dobil Nobelovo nagrado za mir, pisateljica Herta Müller pa je leta 2009 dobila Nobelovo nagrado za književnost.
Pomembni romunski slikarji so Nicolae Grigorescu, Ștefan Luchian, Ion Andreescu Nicolae Tonitza in Theodor Aman. Pomembni romunski klasični skladatelji 19. in 20. stoletja so Ciprian Porumbescu, Anton Pann, Eduard Caudella, Mihail Jora, Dinu Lipatti in še posebej George Enescu. V njegovo čast poteka letni festival Georgea Enesca. Sodobni glasbeniki, kot so Angela Gheorghiu, Gheorghe Zamfir, Inna, Alexandra Stan in mnogi drugi, so prav tako mednarodno priznani. Na tekmovanju za pesem Evrovizije so romunski pevci v letih 2005 in 2010 dosegli tretje mesto.
V kinematografiji je nekaj filmov romunskega novega vala doseglo mednarodno priznanje. Na filmskem festivalu v Cannesu je leta 2007 Cristian Mungiu za film 4 meseci, 3 tedni in 2 dneva dobil zlato palmo. Na mednarodnem filmskem festivalu v Berlinu leta 2013 je Călin Peter Netzer za film Poziția copilului (Položaj otroka) dobil zlatega medveda.
Na seznamu svetovne dediščine je šest romunskih kulturnih znamenitosti: 
- moldavske poslikane cerkve,
- lesene cerkve Maramureșa,
- vasi s trdnjavskimi cerkvami v Transilvaniji,
- samostan v Horezu in
- zgodovinski center Sighișoara.

Mesto Sibiu z Brukenthalovim muzejem je bilo izbrano za evropsko prestolnico kulture leta 2007. 
V Romuniji so številni gradovi, vključno s priljubljenimi turističnimi znamenitostmi, kot so grad Peleș, grad Hunedoara in Drakulov grad.

### Kulinarika
Romunska kuhinja je podobna drugim balkanskim kuhinjam, kot so srbska, grška, bolgarska in turška. Čorba (ciorbă) (enolončnica) je široka izbira kislih juh, medtem ko so mititei (vrsta čevapčičev), mămăligă (podobno polenti) in sarmale (vrsta sarme) pogosto uvrščene med glavne jedi. Najpogostejše meso je svinjina, piščanec in goveje meso, priljubljene so tudi jagnjetina in ribe. Nekateri tradicionalni recepti so povezavi s prazniki: chiftele (čufti), tobă (vrsta tlačenke) in tochitura (vrsta golaža) ob božiču; drob, pască (matzo – kruh) in cozonac (sladko pecivo) za veliko noč in druge romunske praznike. Țuică je močno žganje s 70-odstotno vsebnostjo alkohola in je tradicionalna alkoholna pijača v državi; predstavlja kar 75 % pridelka (Romunija je ena največjih proizvajalcev sliv na svetu). Tradicionalne alkoholne pijače so tudi vino, rachiu, palincă in vișinată, tudi poraba piva se je v zadnjih letih močno povečala.

### Vlada
- Romanian Presidency
- Romanian Parliament

### Kultura in zgodovina
- Treasures of the national library of Romania
- Historic Houses of Romania